# Вукчевич, Никола
Никола Вукчевич (черног. Никола Вукчевић; 13 декабря 1991, Титоград, Югославия) — черногорский футболист, опорный полузащитник клуба «Леванте» и сборной Черногории.

## Клубная карьера
Вукчевич начал карьеру в клубе «Будучност» из своего родного города. 16 апреля 2010 года в матче против «Петроваца» он дебютировал в чемпионат Черногории. 24 марта 2012 года в поединке против «Петроваца» Никола забил свой первый гол за «Будучност». В том же году он стал чемпионом Черногории. Через год Вукчевич помог команде выиграть Кубок страны.
В начале 2014 года Никола перешёл в португальскую «Брагу». 10 января в матче против «Витории Гимарайнш» он дебютировал в Сангриш лиге. 30 августа 2015 года в поединке против «Боавишты» Вукчевич сделал дубль, забив свои первые голы за «Брагу».
Летом 2018 года Вукчевич перешёл в испанский «Леванте». В матче против «Севильи» он дебютировал в Ла Лиге.

## Международная карьера
5 марта 2014 года в товарищеском матче против сборной Ганы Вукчевич дебютировал за сборную Черногории. 8 октября 2016 года в отборочном матче чемпионата мира 2018 против сборной Казахстана он забил свой первый гол за национальную команду.

## Голы за сборную Черногории
| #   | Дата           | Место                              | Противник | Счёт | Результат | Соревнование                     |
| --- | -------------- | ---------------------------------- | --------- | ---- | --------- | -------------------------------- |
| 01. | 8 октября 2016 | Под Горицом, Подгорица, Черногория | Казахстан | 2:0  | 5:0       | Чемпионат мира 2018 квалификация |

## Достижения
Командные
 «Брага»
- Финалист Кубка португальской лиги — 2016/17